# Peribaea repanda
Peribaea repanda là một loài ruồi trong họ Tachinidae.